# Milan Tesař (kytarista)
Milan Tesař (30. března 1938 – 6. července 2019) byl český kytarista, hudební skladatel a pedagog.

## Stručný životopis
Hru na kytaru vystudoval na pražské konzervatoři letech 1958–1964, od roku 1959 se věnuje samostatné koncertní činnosti. Jako skladatel se uplatnil prakticky ve všech hudebních žánrech, v klasické popmusic, ve folku, v jazzu i v oblasti vážné a komorní hudby. Jeho skladby jsou hrány a nahrávány po celém světě.

### Pedagogická činnost
Od roku 1964 vyučoval na lidové konzervatoři, v roce 1968 pedagogická činnost v Itálii, od roku 1974 působil na pražské konzervatoři, do poslední chvíle učil na Konzervatoři Jaroslava Ježka v Praze.

## Dílo
- Baladické příběhy
- Špalíček
- Píseň pro Eugenii
- Aria
- Suita Karussel
- Intermezzo
- Splývání-Flowing